# Landgericht Bayreuth (älterer Ordnung)
Das Landgericht Bayreuth war ein von 1812 bis 1879 bestehendes bayerisches Landgericht älterer Ordnung mit Sitz in Bayreuth. Die Landgerichte waren im Königreich Bayern Gerichts- und Verwaltungsbehörden, die 1862 in administrativer Hinsicht von den Bezirksämtern und 1879 in juristischer Hinsicht von den Amtsgerichten abgelöst wurden.

## Geschichte
Im Jahr 1812 wurde im Verlauf der Verwaltungsneugliederung Bayerns das Landgericht Bayreuth errichtet. Es gehörte zum Obermainkreis, der 1838 in Oberfranken umbenannt wurde. 1879 wurde nach dem reichseinheitlichen Gerichtsverfassungsgesetz von 1877 das damalige Landgericht älterer Ordnung in das Amtsgericht Bayreuth umgewandelt, aus dem 1857 gebildeten Bezirksgericht Bayreuth wurde zeitgleich das neue Landgericht Bayreuth.

## Struktur

### Steuerdistrikte
Im Rahmen des Gemeindeedikts wurde im Jahr 1812 das Landgericht in 17 Steuerdistrikte untergliedert, die dem Rentamt Bayreuth unterstanden:
- Altenplos mit Aichen, Altdrossenfeld, Dürrwiesen, Grüngraben, Hirschgründlein, Hörethshof, Jöslein, Lichtentanne, Mermettenreuth, Muckenreuth, Oberzinkenflur, Rudolphsberg, Schlappach, Sorg, Tauberhof, Unterobsang und Unterzinkenflur;
- Bayreuth mit Altenstadt, Oberobsang, Saas, St. Georgen und Wendelhöfen;
- Benk mit Deps, Doebitsch, Dressendorf, Forthof und Katzeneichen;
- Bindlach mit Allersdorf, Crottendorf, Eckershof, Flurhof, Furtbach, Gemein, Grabenhaus, Hussengut, Lehen, Neuhaus, Röhrig, Röthelbach, Schleifmühle und Zettlitz;
- Busbach mit Eschen, Heisenstein, Lahm, Lochau, Melkendorf, Neustädtlein am Forst, Pleofen, Putzenstein, Simmelbuch, Stein, Vorlahm, Waldhütte und Windhof;
- Eckersdorf mit Donndorf, Dörnhof, Forst, Geigenreuth, Hardt, Laimbach, Lohe, Matzenberg, Meyernberg, Oberpreuschwitz, Oberwaiz, Schanz, Teufelsgraben, Tröbersdorf und Wiesen;
- Emtmannsberg mit Bühl, Gampelmühle, Gottelhof, Hauendorf, Hühl, Pirschling, Schamelsberg, Schlehenberg, Troschenreuth und Wiedent;
- Gesees mit Eichenreuth, Finkenmühle, Forkendorf, Forstmühle, Hohenfichten, Mistelbach, Poppenmühle, Schnörleinsmühle, Sonnenleithen, Spänfleck, Thalmühle und Zeckenmühle;
- Haag mit Bockmühle, Bocksrück, Culmberg, Freileithen, Gosen, Hauleithen, Huth, Leismühle, Obernschreez, Röth, Sahrmühle und Unternschreez;
- Hinterkleebach mit Moritzmühle, Moritzreuth, Muthmannsreuth, Neumühle und Weiglathal;
- Mistelgau mit Engelmeß, Eschenmühle, Frankenhaag, Geislareuth, Gollenbach, Göritzen, Hardt, Harloth, Klingenmühle, Kreckenmühle, Ochsenholz, Plösen, Seitenbach, Streit und Tennig;
- Neunkirchen mit Altmühle, Bruckmühle, Glotzdorf, Hartmannsreuth, Lehen, Lessau, Letten, Sorg und Stockau;
- Oberkonnersreuth mit Bauerngrün, Bodenmühle, Destuben, Eichelberg, Eimersmühle, Frankengut, Fürsetz, Grunau, Heinersberg, Hohlmühle, Karolinenreuth, Kreuzstein, Krugshof, Letten, Meyernreuth, Neuenreuth, Ottmannsreuth, Pfaffenfleck, Plantage, Püttelshof, Rödensdorf, Schlehenmühle, Sorgenflieh und Wolfsbach;
- Pettendorf mit Bärnreuth, Creez, Eichen, Gubitzmoos, Hohenreuth, Hundshof, Lenz, Neß, Obere Culm, Pettendorfermühle, Pittersdorf, Rosengarten, Schobertsberg, Schobertsreuth, Steinmühle, Untere Culm und Voitsreuth;
- Ramsenthal mit Bremermühle, Buchhof, Cottenbach, Dörflas, Euben, Forkenhof, Forsthaus, Friedrichshof, Haselhof, Hauenreuth, Heinersgrund, Heisenstein, Martinsreuth, Neuenplos, Obergräfenthal, Pferch, Stockhaus und Theta;
- Sankt Johannis mit Aichig, Bauernhöfen, Colmdorf, Eremitage, Eremitenhof, Friedrichsthal, Geiersnest, Grunauermühle, Hölzleinsmühle, Laineck, Monplaisir, Mooshügel, Obere Röth, Oschenberg, Pudermühle, Riedelsgut, Rodersberg, Rollwenzelei, Römerleithen, Seulbitz, Untere Röth, Walkmühle und Wunau;
- Truppach mit Außerleithen, Bärnreuth, Braunersberg, Friedrichsruh, Gries, Mengersdorf, Muschelhof, Obernsees, Pensenleithen und Schnackenwöhr.

### Ruralgemeinden
Mit dem Zweiten Gemeindeedikt (1818) wurden 53 Ruralgemeinden gebildet:
- Aichig mit Bauernhöfen;
- Altdrossenfeld mit Aichen, Dürrwiesen, Lichtentanne, Sorg und Unterzinkenflur;
- Altenplos mit Grüngraben;
- Altenstadt;
- Bayreuth mit Oberobsang, Saas, St. Georgen und Wendelhöfen;
- Benk mit Deps, Doebitsch und Katzeneichen;
- Bindlach mit Allersdorf, Eckershof, Flurhof, Furtbach, Grabenhaus, Lehen, Röhrig, und Schleifmühle;
- Busbach mit Lochau, Melkendorf, Stein und Vorlahm;
- Colmdorf mit Monplaisir, Obere Röth, Rollwenzelei und Untere Röth;
- Cottenbach mit Hermannshof, Martinsreuth, Neuenplos, Stockhaus und Unterkonnersreuth;
- Creez mit Altenhimmel, Bärnreuth, Eichen, Gubitzmoos, Hohenreuth, Hundshof, Lenz, Neß, Obere Culm, Rosengarten, Schobertsberg, Schobertsreuth, Untere Culm und Voitsreuth.
- Crottendorf mit Gemein, Hussengut, Neuhaus, Opelsgut, Röthelbach, Schießhaus, Schupfenschlag, Wundersgut und Zettlitz;
- Donndorf mit Fantaisie, Matzenberg und Tröbersdorf;
- Dressendorf mit Forthof;
- Eckersdorf mit Forst, Hardt und Lohe;
- Emtmannsberg mit Pirschling;
- Eschen mit Lahm und Windhof;
- Euben mit Buchhof, Dörflas, Forkenhof und Forsthaus, Haselhof, Heisenstein, Obergräfenthal, Pferch und Theta;
- Forkendorf mit Forstmühle;
- Frankenhaag mit Hardt, Klingenmühle, Ochsenholz, Sorg, Streit, Süßentränk;
- Gesees mit Eichenreuth, Hohenfichten, Spänfleck und Thalmühle;
- Glashütten;
- Haag mit Bockmühle, Bocksrück, Huth, Leismühle und Sahrmühle;
- Hauendorf mit Gampelmühle, Gottelhof, Troschenreuth und  Wiedent;
- Heinersreuth mit Bleyer, Denzenlohe, Tannenbach und Vollhof;
- Hinterkleebach mit Moritzmühle, Moritzreuth, Muthmannsreuth, Neumühle und Weiglathal;
- Laineck mit Friedrichsthal, Hölzleinsmühle, Oschenberg, Pudermühle, Riedelsgut, Rodersberg und Walkmühle;
- Lehen mit Glotzdorf, Hartmannsreuth und Letten;
- Lessau mit Stockau;
- Mengersdorf;
- Meyernberg mit Geigenreuth und Laimbach;
- Mistelbach mit Finkenmühle, Poppenmühle, Schnörleinsmühle, Sonnenleithen und Zeckenmühle;
- Mistelgau mit Kreckenmühle;
- Muckenreuth mit Hirschgründlein, Hörethshof, Jöslein, Mermettenreuth, Oberzinkenflur, Rudolphsberg, Schlappach, Tauberhof und Unterobsang;
- Neunkirchen mit Altmühle, Bruckmühle und Sorg;
- Neustädtlein am Forst mit Heisenstein, Pleofen, Putzenstein, Simmelbuch und Waldhütte;
- Oberkonnersreuth mit Bodenmühle, Eichelberg, Frankengut, Fürsetz, Grunau, Hohlmühle, Karolinenreuth, Kreuzstein, Letten, Meyernreuth, Pfaffenfleck und Plantage;
- Obernschreez mit Culmberg und Gosen;
- Obernsees mit Außerleithen, Bärnreuth, Braunersberg, Friedrichsruh, Gries, Pensenleithen und Schnackenwöhr;
- Oberpreuschwitz mit Dörnhof, Teufelsgraben, Unterpreuschwitz und Wiesen;
- Oberwaiz mit Schanz;
- Pettendorf mit Pettendorfermühle;
- Pittersdorf mit Steinmühle;
- Plösen mit Gollenbach und Harloth;
- Ramsenthal mit Bremermühle, Hauenreuth und Heinersgrund;
- Schamelsberg mit Bühl, Hühl und Schlehenberg;
- Seulbitz mit Grunauermühle;
- Sankt Johannis mit Eremitage, Eremitenhof, Geiersnest, Mooshügel, Römerleithen und Wunau;
- Thiergarten mit Bauerngrün, Destuben, Heinersberg, Rödensdorf und Sorgenflieh;
- Truppach mit Muschelhof;
- Unternschreez mit Freileithen und Röth;
- Unterwaiz mit Hahnenhof und Weikenreuth;
- Wolfsbach mit Eimersmühle, Kamerun, Krugshof, Neuenreuth und Ottmannsreuth.

1822 wurde Tröbersdorf von Donndorf nach Oberwaiz umgemeindet. 1840 wurde Altenstadt nach Bayreuth eingemeindet. 1852 wurden die Gemeinden Muckenreuth und Neustädtlein am Forst an das Landgericht Thurnau abgegeben. 1854 wurden Außerleithen, Bärnreuth und Pensenleithen von Bärnreuth nach Mengersdorf umgemeindet. Schnackenwöhr kam vor 1867 an die Gemeinde Truppach.